# 全球概览
《全球概览》（英語：Whole Earth Catalog，缩写WEC）是斯图尔特·布兰德在1968年至1972年期间每年出版几次的美国反主流文化杂志和产品目录，此后偶尔出版，直至1998年。该杂志以散文和文章为主，但主要关注产品评论。编辑的重点是自给自足、生态学、另类教育、“DIY”和整全观，并打出了“获得工具”（access to tools）的口号。虽然WEC列出并评论了范围广泛的产品（服装、书籍、工具、机器、种子等），但它没有直接销售任何产品。相反，供应商的联系信息被列在物品及其评论旁边。这就是为什么，虽然不是定期出版的期刊，许多版本和更新需要保持最新的价格和可用性信息。

## 起源

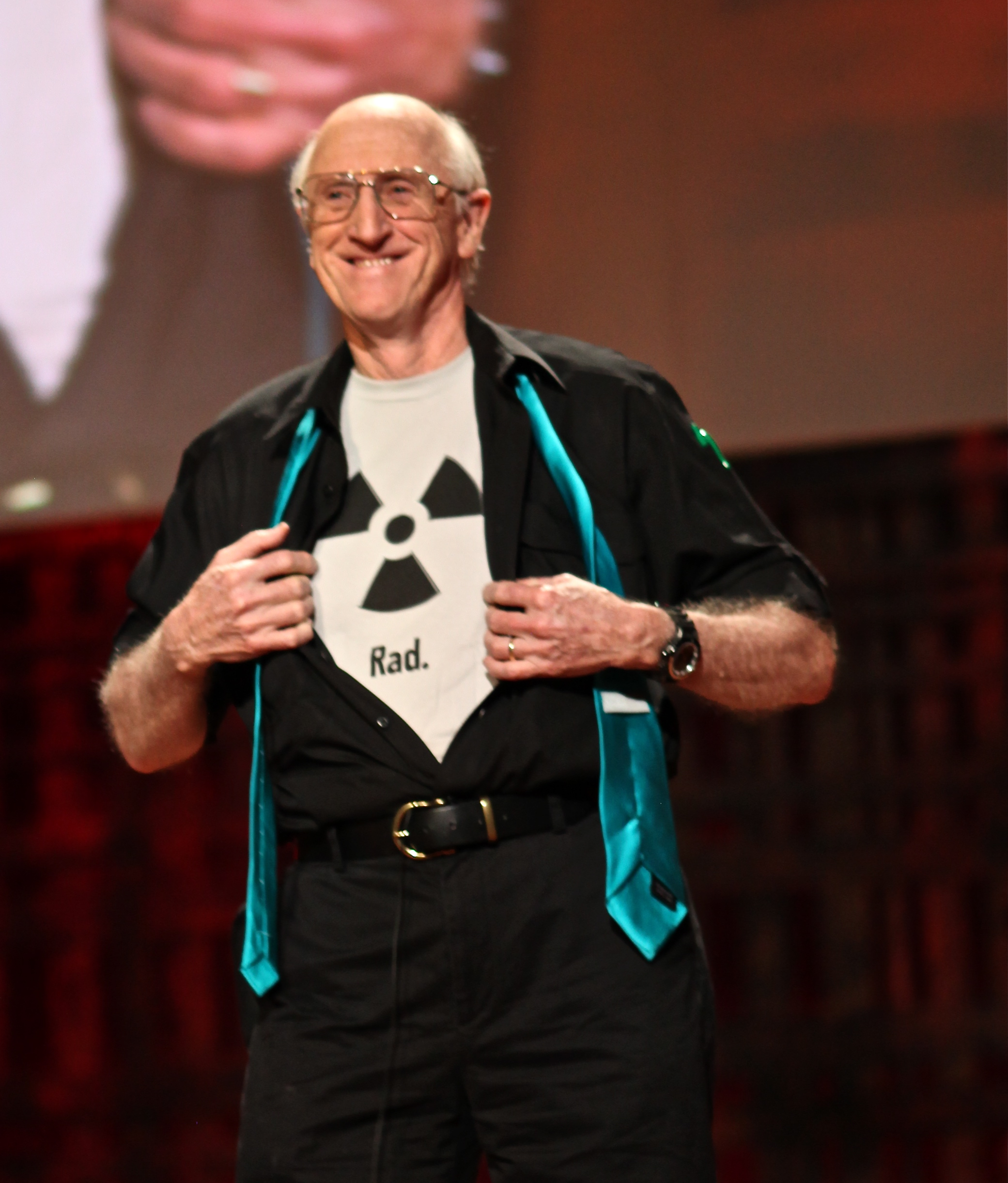
2010年，斯图尔特·布兰德

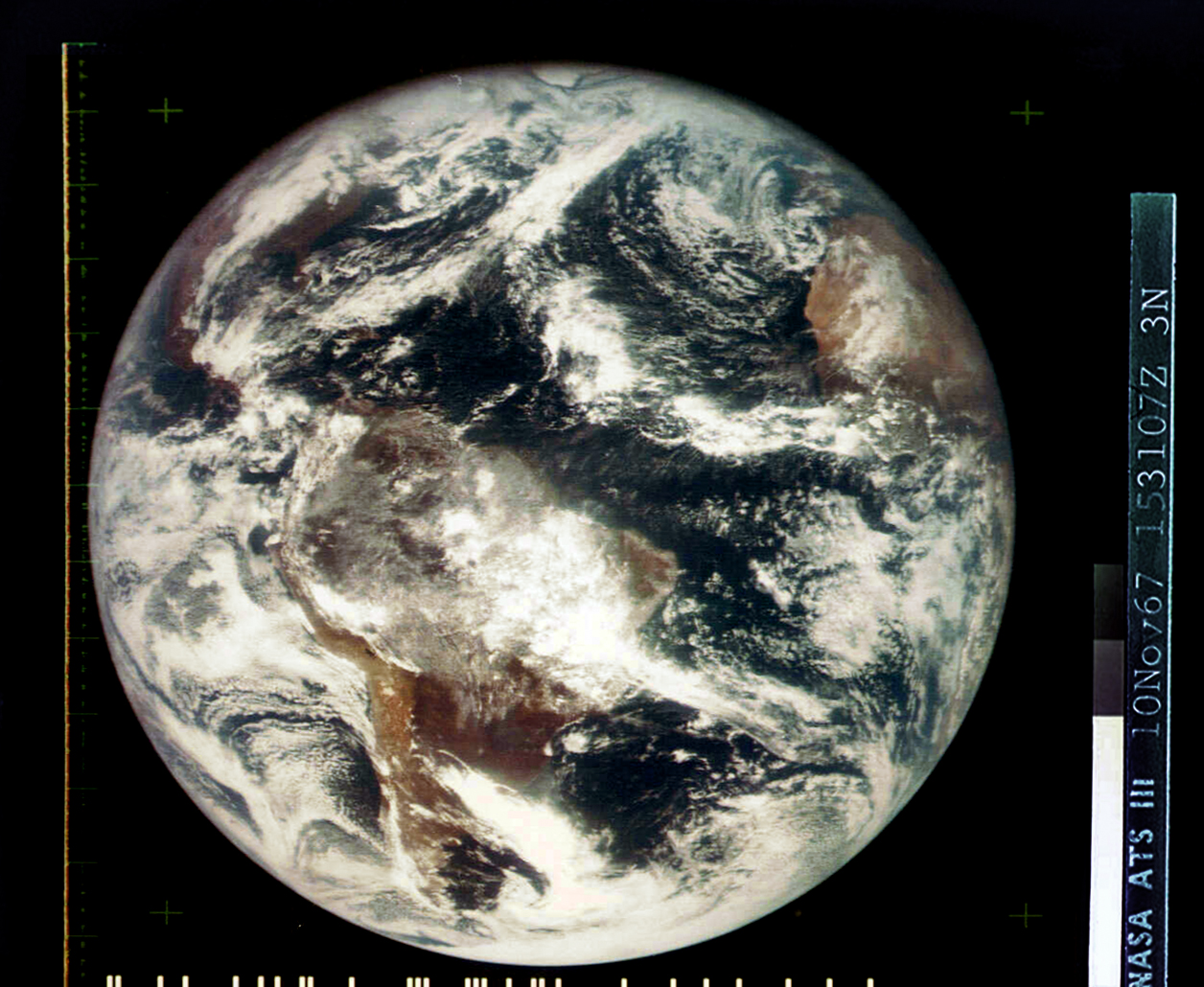
地球的第一张彩色图像是由ATS-3卫星在1967年拍摄的图像合成的，它被用作《全球概览》第一版的封面图像。

《全球概览》的标题来自斯图尔特·布兰德之前的一个项目。1966年，他发起了一场公众运动，要求美国太空总署（NASA）发布从太空中看到的地球球体的卫星照片，这是“整个地球”的第一张照片。他认为这个图像可能是一个强有力的象征，唤起人们的命运感和适应策略。这个在斯坦福受过教育的生物学家，有着强烈的艺术和社会兴趣，相信人们越来越多地致力于按照生态和社会公正的原则彻底改造美国工业社会，不管它们最终证明是什么。
安德鲁·柯克在《反主流文化的绿色》（Counterculture Green）一书中指出，《全球概览》的前身是“全球卡车商店”（WETS）。WETS是一辆1963年的道奇卡车：1968年，29岁的布兰德和妻子露易丝（Lois）开着卡车开始了“公社之旅”（on a commune road trip），希望在全国各地举办教育展。这辆卡车不仅是一家商店，还是一个可供选择的借阅图书馆和移动微教育服务。
凯文·凯利将编辑该目录的后期版本，他以这种方式总结了早期的历史：
'Here's a tool that will make drilling a well, or grinding flour, easier,' Brand would tell [the hippies,] pointing it out in his catalog of recommended tools. But his best selling tool was the catalog itself, annotated by him, featuring tools that didn't fit into his truck.
“卡车商店”最终落户加州门洛帕克。布兰德没有把商店介绍给人们，而是决定创建“工具目录的更大版本”，并通过邮件销售，这样人们就可以直接联系供应商。
布兰德和他的同事利用最基本的排版和页面布局工具，于1968年出版了第一期《全球概览》。在随后的发行中，其生产价值逐渐提高。它的超大页面尺寸为11×14英寸（28×36厘米）。后来的版本超过一英寸厚。早期版本由理查德·雷蒙德领导的波托拉研究所（Portola Institute）出版。所谓的《最后的全球概览》（1971年6月）赢得了美国国家图书奖的第一个当代事务类奖项。这是目录第一次获得这样的奖项。布兰德的目的是提供教育和“获得工具”，这样读者就可以“找到自己的灵感，塑造自己的环境，并与任何感兴趣的人分享他的冒险经历。”
J. Baldwin是一名年轻的设计师，在旧金山湾周边的大学担任设计指导。正如他在纪录片《Ecological Design》（1994）中回忆的那样，“斯图尔特·布兰德来找我，因为他听说我读目录。他说，‘我想制作一个全球目录，这样地球上的任何人都可以拿起电话，找到任何东西的完整信息。‘...这是我的目标。“Baldwin在目录本身和由此产生的其他出版物中担任技术和设计领域的主编。
与他1966年的愿景一样，布兰德的出版努力充满了对生态学重要性的认识，无论是作为一个研究领域，还是作为对人类未来和新兴人类意识的影响。

## 组织
1969年目录的第一页：
;Function
The WHOLE EARTH CATALOG functions as an evaluation and access device. With it, the user should know better what is worth getting and where and how to do the getting.
An item is listed in the CATALOG if it is deemed:
1. Useful as a tool,
2. Relevant to independent education,
3. High quality or low cost,
4. Not already common knowledge,
5. Easily available by mail.

CATALOG listings are continually revised according to the experience and suggestions of CATALOG users and staff.
Purpose
We are as gods and might as well get good at it.  So far, remotely done power and glory—as via government, big business, formal education, church—has succeeded to the point where gross defects obscure actual gains. In response to this dilemma and to these gains a realm of intimate, personal power is developing—power of the individual to conduct his own education, find his own inspiration, shape his own environment, and share his adventure with whoever is interested. Tools that aid this process are sought and promoted by the WHOLE EARTH CATALOG.
1968年的目录分为七个广泛部分：
- 了解整个系统
- 住房和土地的使用
- 工业和手工艺品
- 通信
- 社会
- Nomadics
- 学习

在每个部分中，编辑可以找到的最好的工具和书籍都被收集和列出，还有图片、评论和使用、价格和供应商。读者还可以直接通过目录订购一些产品。
后来的版本改变了一些标题，但总体框架保持不变。
目录使用了“工具”的广泛定义。有提供信息的工具，如书籍、地图、专业期刊、课程和班级。有精心设计的专用器具，包括园艺工具、木工和石匠工具、焊接设备、链锯、玻璃纤维材料、帐篷、登山鞋和陶匠用旋轮。甚至还有早期的合成器和个人电脑。
该目录的出版恰逢一股挑战传统的实验主义浪潮和“反主流文化”的DIY态度，不仅吸引了运动中的知识分子，也吸引了许多有创造力、动手能力强、喜欢户外运动的人。目录中的一些想法是在布兰德访问空降城（Drop City）期间形成的。
目录展开后，读者可能会发现左边的大页面充满了李约瑟的《中国科学技术史》一书中的文字和有趣的插图，展示并解释了一个天文钟楼或一个链泵风车，而右边的页面则是现代技术入门指南的回顾（《The Way Things Work》）和对《Engineers' Illustrated Thesaurus》的评论。在另一篇文章中，评论了关于会计和兼职工作的书籍，而目录的右页刊登了一篇文章，在这篇文章中，人们讲述了他们建立一个社区信用合作社的故事。另外两页描述和讨论了不同的橡皮艇、充气橡皮艇和游艇。

## 书籍
有三本书在WEC上连载，每页印刷几段。这使得阅读目录成为一页一页的体验。
- 葛尼·诺曼（Gurney Norman）的《Divine Right's Trip》（1971年七月版）
- 保罗·克拉斯纳（Paul Krassner）的《Tales of Tongue Fu》（1974年十月版）
- 爱恩·贺伯（Anne Herbert）的《The Rising Sun Neighborhood》（1981年三月版）

## 影响

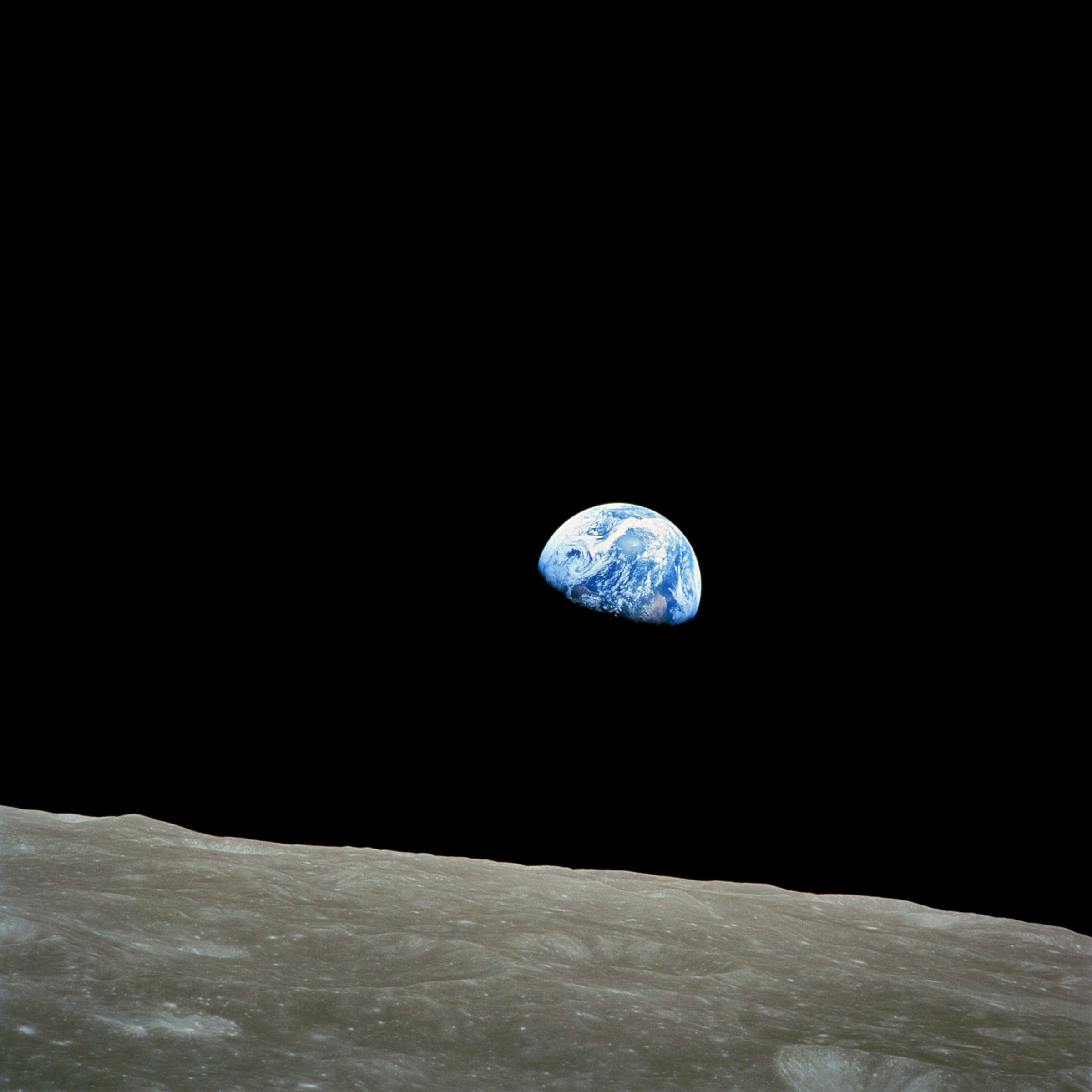
地出，威廉·艾利森·安德斯，1968年阿波罗8号，第二版和第三版的封面照片。

2005年6月，史蒂夫·乔布斯在斯坦福大学毕业典礼上发表演讲，将《全球概览》比作互联网搜索引擎谷歌。
当我年轻的时候，有一本叫做《全球概览》振聋发聩的杂志，它是我们那一代人的圣经之一。…有点像用软皮包装的Google, 在Google出现三十五年之前：这是理想主义的，其中有许多灵巧的工具和伟大的想法。
在毕业典礼演讲的最后，乔布斯明确引用了1974年最后一期目录封底上的告别词，并将其作为自己的最后建议:“求知若饥，虚心若愚。”

凯文·凯利在2008年也做了类似的比较：
对于这场新的反主流文化运动来说，信息是一种珍贵的商品。在60年代，没有互联网；没有500个有线频道。... （WEC）是互联网出现之前，没有广告的用户生成内容的一个很好的例子。基本上，早在博客出现之前，布兰德就创造了博客空间。...没有太深奥的话题，没有太高的热情，没有未经认证的业余专业知识不包括在内。...这一点我可以肯定：网络和博客一出现，《全球概览》就消失了，这不是巧合。《全球概览》所做的一切，网络都做得更好。
布兰德回顾并讨论了早期版本目录中明显的态度，他写道，“在新左派呼吁草根政治权力的时候，《全球概览》回避政治，推动草根的直接权力——工具和技能。”
对“工具”的广义解释与设计师、哲学家和工程师巴克敏斯特·富勒的解释不谋而合，不过，布兰德和他的一些同事所钦佩的另一位思想家是刘易斯·芒福德（Lewis Mumford）。早期的版本反映了富勒的巨大影响，特别是他关于“整体系统”、“协同学”和效率或减少浪费的教导。到1971年，布兰德和他的同事们已经开始质疑富勒的方向感是否过于以人类为中心。生态学和生物圈学等领域出现的新信息很有说服力。
到20世纪70年代中期，E·F·舒马赫的大部分佛教经济学（Buddhist economics）观点，以及生物物种保护主义者的积极兴趣，降低了人们对富勒在目录中的想法的热情。后来，克里斯托佛·亚历山大（Christopher Alexander）等人提出的具有亲和力的建筑理念，以及彼得·卡尔索普（Peter Calthorpe）等人提出的类似的社区规划理念，进一步调和了富勒思想的工程效率基调。
20世纪70年代初，布兰德决定将早期强调个人主义的立场转变为支持社区的立场，这标志着目录哲学的一个重要转变。他最初写道“一个亲密的、个人权力的领域正在发展”；布兰德认为这在某些方面很重要（例如，个人计算机即将出现的潜力），人类的首要任务更多的是生活在自然系统中，这是我们共同的互动方式。
作为时代精神（Zeitgeist）的早期标志，目录的第一版比最初的地球日早了将近两年。地球日的想法是由参议员盖洛德·尼尔森（Gaylord Nelson）提出来的，“1969年夏天，我在西部做环保巡回演讲，”塞拉俱乐部在那里很活跃，目录的影响开阔了年轻人的视野，激发了他们的灵感。
尽管取得了巨大的成功，尤其是在年轻的嬉皮士和生存主义者中，但目录并没有打算长期出版，只是足够让编辑们完成对可用工具和资源的良好概述，并将文字和副本分发给需要它们的每个人。

## 1972年后出版
1972年后，目录偶尔出版。从1971年到1975年，《最后的全球概览》定期更新，但只有少数全新的目录出现。1974年，《Whole Earth Epilog》出版，作为《最后的全球概览》的“第二卷”。1980年，出版了《The Next Whole Earth Catalog》（ISBN 0-394-70776-1）；它如此受欢迎以至于1981年出版了更新的第二版。
20世纪80年代有两个版本的《全球软件目录》（Whole Earth Software Catalog），道布尔戴出版社以140万美元的价格买下了平装书的版权。
1986年，《The Essential Whole Earth Catalog》（ISBN 0-385-23641-7）出版，1988年，《全球概览》以CD-ROM的形式出版，使用的是苹果电脑开发的早期超文本形式，称为HyperCard。1988年，有一个WEC关注于通信工具。1990年出版了《Whole Earth Ecolog》，专门讨论环境问题。大约在这个时候，有关于其他主题的特别的WECs（例如，1989年的《The Fringes of Reason》）。
最后一个“完整”WEC于1994年出版，题为《The Millennium Whole Earth Catalog》（ISBN 0-06-251059-2）。
1998年，作为《Whole Earth》杂志（ISSN 0749-5056）第95期的一部分，一份薄的但仍印在A3纸上的《30th Anniversary Celebration WEC》出版了；使用新的材料重印了原版WEC。第一版WEC的一个重要方面是图书出版商对它的限制，他们“恳求[Whole Earth]不要在他们不再携带的书籍附近重印印有他们名字的目录”。 因此，所有这些信息都放在了目录的后面。这种布局阻碍了WEC的一个有价值的功能：敦促出版商保留有特色的开创性作品出版。

## 副产品和灵感
从1974年到2003年，全球的负责人出版了一本杂志，最初叫做《共同进化季刊》（CoEvolution Quarterly）。当短暂的《Whole Earth Software Catalog and Review》（《全球软件目录》的补充）失败时，它于1985年与《共同进化季刊》合并，形成了《Whole Earth Review》（由Jay Kinney、凯文·凯利和霍华德·莱茵戈德（Howard Rheingold）在不同的时间点编辑），后来被称为《Whole Earth Magazine》，最后成为《Whole Earth》。最后一期，第111期（Alex Steffen编辑），本打算在2003年春天出版，但是资金用完了。拥有《Whole Earth》的Point Foundation在那年晚些时候关门了。
整个地球网站延续了WEC在流行话语、医疗自我保健、社区建设、生态区域主义、环境恢复、纳米技术和网络空间等方面的概念遗产。
认识到最初的WEC以“发达国家”为重点，一些发展中国家的组织已经创建了他们自己的“目录”，使其更切合本国的需要。其中一个努力是改编版的WEC（被称为“Liklik Buk”）于1970年代末在巴布亚新几内亚出版；到1982年，已经被扩大、更新和翻译成美拉尼西亚各地使用的皮钦语，英文版的“Liklik Buk”于1986年和2003年出版。
在美国，Domebook One是WEC的直接副产品。1970年，WEC的编辑劳埃德·卡恩（Lloyd Kahn）借用WEC的生产设备一周，并出版了第一本关于Geodesic dome的书。一年后，也就是1971年，卡恩再次借用了WEC设备（一台IBM Selectric Composer排版机和一台画架上的宝丽来MP-5相机），在圣巴巴拉山脉待了一个月，写了一本名为《Domebook 2》的书，卖出了16.5万册。卡恩和他的公司Shelter Publications跟随斯图尔特·布兰德，由兰登书屋向全国发行。
1973年，柯尔斯顿·格林斯塔德（Kirsten Grimstad）和苏珊·雷尼（Susan Rennie）参加了伯克利大学的一个研究项目，他们出版了一本受《全球概览》启发的女权主义目录，即《New Woman's Survival Catalog》，该目录收集了美国不同领域的女权运动（艺术、通讯、工作、金钱、自助、自卫…）。
1969年，一家受《全球概览》启发（但在财务上没有关联）的商店——Whole Earth Access——在加州伯克利开张。它于1998年关闭。1970年，一家名为“Whole Earth Provision Co.”的商店受此目录的启发，在德克萨斯州奥斯汀开业。现在它在奥斯汀、休斯顿、达拉斯、南湖和圣安东尼奥有八家分店。
2006年末，Worldchanging组织发布了600页的解决方案纲要——《Worldchanging: A User's Guide for the 21st Century》，比尔·麦克基本（Bill McKibben）在《纽约书评》上写道《Worldchanging》“为iPod一代重新编排《全球概览》“。《Worldchanging》的编辑承认目录是一个主要的灵感来源。
《Whole Arctic Catalog》由Pamela Richot撰写，并于2015年发表在《Backet 3:At Externals》上，旨在特别引起对北极地区威胁的关注，类似于《全球概览》如何引起人们对全球环境威胁的关注。
Baker Creek Heirloom Seeds出版了一个Whole Seed Catalog，标题和封面图片受到了《全球概览》的启发。

## 在流行文化方面
1970年，愚人节那天，Whole Earth Restaurant在加州大学圣克鲁斯分校开张。在2002年关闭之前，它是北加州“whole foods”的早期来源。
由广告克星媒体基金会制作的政治艺术杂志2010年的一期名为《The Whole Brain Catalog》，封面上用一个小小的人类大脑代替了地球，书中很多地方都提到了20世纪60年代的反主流文化运动。标语是“获得治疗，而不是获得工具”。
2018年4月17日，My Morning Jacket主唱吉姆·詹姆斯（Jim James）宣布发行他的第三张个人专辑《Uniform Distortion》，他说这张专辑是受《全球概览》的启发。

## 互联网
上文提到的凯文·凯利在编辑《全球概览》的后续版本时发挥了重要作用，他维护着一个网站——Cool-Tools.org——发布对“最好/最便宜的工具。工具被广泛地定义为任何有用的东西。这包括手工工具、机器、书籍、软件、小工具、网站、地图，甚至思想。”他还在2013年出版了一本大版式的书——Cool Tools A Catalog of Possibilities——该书借鉴了该网站多年来发表的许多评论。这本书的格式、大小和风格反映并向最初的《全球概览》致敬。